# Lucanus tetraodon
Espèce
Statut de conservation UICN

 LC  : Préoccupation mineure
Lucanus tetraodon est une espèce méditerranéenne de coléoptères de la famille des Lucanidae, sous-famille des Lucaninae,  du genre Lucanus, et du sous-genre Lucanus (Lucanus) que l'on rencontre en Corse, en Sardaigne, en Italie centrale et méridionale, en Sicile, en Albanie, en Grèce et en Algérie.

## Description
C'est un coléoptère de dimension moyenne, d'une longueur variant de 30 à 48 mm. Il se présente sous une forme allongée, de couleur brun foncé. Les mandibules du mâle sont plus développées que celles de la femelle, et lui servent pendant les combats de la période de reproduction. Il ressemble beaucoup à son congénère Lucanus cervus, surtout aux mâles de la f. minor; il s'en distingue par sa couleur moins brillante et par le fait que sa clé antennale est composée de six articles. En outre le mâle de cette espèce possède des mandibules avec une dent plus grande à la base plutôt que dans la moitié finale, comme chez Lucanus cervus.